# Фузея
О способе соединения морфем см. Фузия.

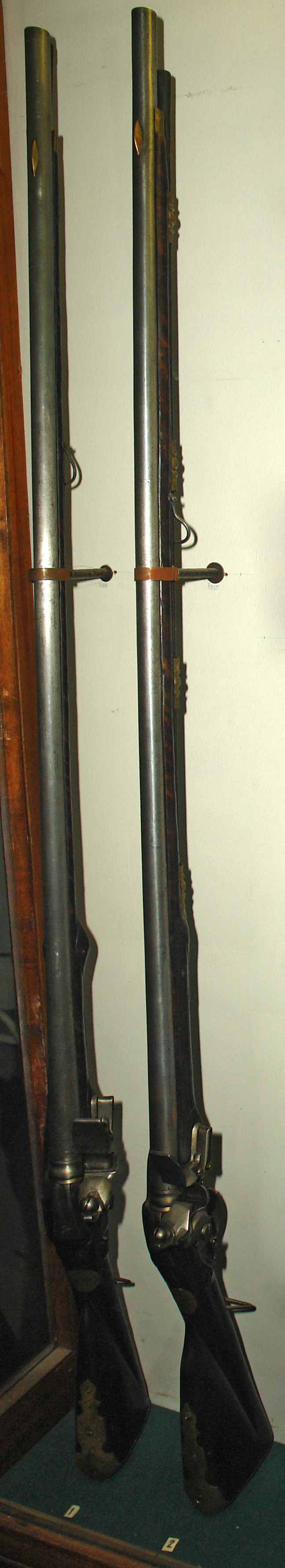
(слева направо)
1) Фузея солдатская длинноствольная. Калибр — 19,8 мм. Длина ствола 1164 мм. Длина фузеи — 1575 мм. Масса — 4,8 кг. Изготовлена в 1718 году на Тульском оружейном заводе в качестве эталона для гвардейских солдатских фузей.
2) Фузея солдатская гвардейская 1727 года со штыком. Калибр — 19,9 мм. Длина ствола 1163 мм. Длина фузеи — 1567 мм. Масса — 4,5 кг. Изготовлена в 1732—1741 годах на Тульском оружейном заводе для лейб-гвардии Измайловского полка
Военно-исторический музей артиллерии, инженерных войск и войск связи (Санкт-Петербург)

Фузе́я (от фр. fusil — ружьё, через пол. fuzja) — старинное кремневое дульнозарядное гладкоствольное ружьё с ударно-кремнёвым замком.
Ружьё-фузе́я существовало в варианте солдатского (пехотного, драгунского), офицерского ружья, которые отличались общей длиной, длиной ствола и калибром.

## История
Первоначально «фузеями» называли кремневые ружья нового типа, принимавшиеся на вооружение взамен прежних пищалей или мушкетов; солдат, вооруженных фузеями именовали фузилеры.
Термин «фузея» использовался в России до второй половины XVIII века.
Впоследствии в Русской армии параллельно использовались для обозначения ручного гладкоствольного огнестрельного оружия термины «фузея», «мушкет» и «ружьё».
С введением в армии штыка фузеями стали, как правило, называть устаревшие модели оружия, которые снаряжались багинетами (вставлявшимися в ствол), а мушкетами и ружьями — те модели, которые снаряжались штыком.
Однако это правило жёстко не соблюдалось; так, в словаре Даля «фузея» указана как синоним мушкета, а «фузилер» — синоним мушкетера.
В настоящее время термин фузея применяется, как правило, к ружьям первой половины XVIII века или, шире, к ружьям XVII—XIX веков, вплоть до появления винтовок.
По сравнению с мушкетом, фузея имела меньший калибр, длину и вес.
Русская солдатская фузея времен Петра I должно было иметь (по указу, от 24 мая 1715 года) калибр 0,78 дюйма (19,81 мм); длину 4 фута 8 дюймов (1422 мм.) при длине ствола 3 фута 4 дюйма (1016 мм.); вес такого ружья примерно соответствовал 5,2 либо 5,6 кг. Для стрельбы из него применялись бумажные патроны с круглыми пулями весом в 8 золотников (34 гр.) при весе порохового заряда в 3 золотника (13 гр.). Дальность огня составляла 250 шагов (180 метров).
Также применялись длинноствольные фузеи. Их длина была более 180 см, а масса около 8 кг. По словам Густава Адлерфельда, в Полтавской битве русские длинноствольные фузеи были эффективны на дистанции 500 шагов (350 метров).
В царствование Елизаветы Петровны фузилерные роты были переименованы в мушкетерские, на вооружении мушкетеров состояли шпага и фузея с штыком.

## Процесс зарядки фузеи и стрельба
Солдат ставил курок на предохранительный взвод, открывал полку замка. Затем доставал из патронной сумы патрон, зубами скусывал кончик бумажной оболочки (отсюда проверка «минимального» состояния зубного ряда перед приёмом рекрутов), насыпал из неё небольшое количество пороха на полку (реже порох засыпали из специальной натруски) и закрывал полку крышкой-огнивом. Затем ставил фузею прикладом на землю, высыпал из патрона весь оставшийся порох в ствол, после чего туда же закладывал пулю, завёрнутую в бумагу (бумага играла роль обоих пыжей). Вынутым шомполом несколькими ударами прибивал заряд в стволе. Вставив шомпол обратно в ложу, солдат поднимал фузею и, если собирался открыть огонь, ставил курок на боевой взвод; теперь можно было прицелиться и одним или двумя пальцами нажать на спусковой крючок. Под действием пружины курок с зажатым в нём кремнём с силой бил по огниву (подбрасывая его и этим открывая полку с порохом), а высеченные при ударе искры попадали на порох, который через запальное отверстие воспламенял заряд в стволе. Происходил выстрел. Опытный солдат мог совершить от 3 до 6 выстрелов в минуту (без прицеливания).